# Калибр (игра)
Калибр — многопользовательская онлайн-игра от третьего и от первого лица про современный спецназ. Проект относится к жанру тактического командного экшена, предлагает бои в режимах PvP (формат «4 на 4»), PvE (4 игрока против искусственного интеллекта) и PvPvE (4 игрока против искусственного интеллекта и 4 игроков противника). «Калибр» распространяется по бизнес-модели free-to-play. Ключевая особенность игры — реалистичное воспроизведение внешнего вида вооружения, спецсредств и экипировки сил специального назначения из разных стран. Особое внимание уделяется спецназу России и других стран Постсоветского пространства.

## Разработка
Мы хотим сделать такую игру, какую не стыдно было бы громко обсуждать в баре взрослым мужчинам. Мужчины могут обсуждать бойцов, вооружение, тактику. Но вряд ли фей со светящимися крылышками. Агрессия органически присуща людям, в особенности мужчинам. Без агрессии не станешь ни защитником, ни добытчиком — не выгонишь саблезубого тигра из пещеры и не добудешь мамонта, чтобы прокормить племя. В наше время спрос на агрессию поменьше, поэтому лишнюю энергию надо выплескивать — в спорте и компьютерных играх.
Игра создается на графическом движке Unity. Анонс «Калибра» состоялся 17 декабря 2016 года на WG Fest — фестивале любителей игр Wargaming в Москве. Альфа-тестирование «Калибра» началось 16 декабря 2017 года, а закрытое бета-тестирование запланировано на первую половину 2019 года.
Разработчики «Калибра» сотрудничают с оружейными концернами «Калашников» и Lobaev Arms, давшими официальное разрешение представить свою продукцию в игре. В игре уже присутствуют АКС-74Н, АК-74М, АКС-74У, ПКП-М, РПК-74М, ПМ, ПЯ, СВД, СВДМ, ГП-25, Вепрь-12 «Молот», РПК-203, АК-12, СВ-98; разработчики намерены добавить «Сайгу», АМ-17, АМБ-17 и другие модели.
«Калибр» — про команду и про дружбу, — говорит Жильцов. — Возьмите с собой друзей, пройдите несколько уровней, и ваша дружба станет крепче. Миссию можно выиграть только совместно. Пока медик жив, все нормально. Вся команда должна заботиться, чтобы он был жив. А он — чтобы была жива команда.
Разработчики в создании «Калибр» ориентируются на мужскую аудиторию, когда можно погрузиться в аутентичную спецназовскую игру, почувствовать поддержку группы и ощутить себя хорошими парнями. Игра не позиционируется как симулятор, ориентация идёт на внимание и уважение к деталям, реалистичные образы бойцов, но после создания этой модели реализм заканчивается. Создатели пытаются углубиться в гиперреализм, уделяя большое внимание к деталям. Так, в «Калибре» есть четыре типа бойцов-оперативников: штурмовик, боец поддержки, медик и снайпер. Дизайнеры поставили сложную задачу: сделать каждый набор («коллекцию») в одном стиле, но при этом должны быть чётко выражены особенности, с помощью которых игрок быстро мог определить: какого типа боец перед ним и из какого подразделения.
Для того, чтобы понять специфику спецназа, что в нём существенное и какие элементы тактики можно заменить на условности, разработчики общались с оперативниками из спецподразделений. В этом процессе они поняли и формализовали ключевое правило: «Спецназ — это прежде всего команда». И далее, если большинство шутеров построено на внимании к одному игроку-супергерою, то в «Калибре» невозможно выиграть в одиночку: отстрелять противников, уютно устроившись со снайперской винтовкой в укрытии, не удастся.
Миновав девять альфа-тестов, закрытый бета-тест, 29 октября в 2019 году игра Калибр официально вышла в открытый бета-тест, тем самым открыв себя для десятков тысяч игроков из разных стран, продлился он до 12 декабря 2024 года. Далее игра вышла в официальный релиз.
1 декабря 2020 года было объявлено, что компания Wargaming.net перестаёт оперировать игру и с 27 января 2021 года (обновление 0.9.0) издавать игру будет её разработчик — 1С Game Studios.
12 апреля 2023 года игра вышла в Steam.
11 декабря 2024 года игра закрыла этап ОБТ (открытого бета-тестирования) и вышла в релиз (обновление 1.0.0).

## Игровой процесс
Разработчики «Калибра» делают акцент на командном взаимодействии и тактической составляющей. Отслеживать развитие тактической ситуации помогает игровая камера с широким обзором, расположенная за персонажем.
В игре три режима: PvP (Столкновение, Ранговые бои (Взлом)), PVE (Зачистка, Спецоперация, Натиск) и PvPvE (Фронт, Рубеж). Во всех режимах игроки становятся участниками команды из четырёх оперативников спецназа. Условие победы — захват базы, устранение всех противников, набор очков (режим «Фронт»), защита или взлом систем управления (режим «Взлом»).

### Тактические роли
Каждый оперативник команды выполняет одну из 4 тактических ролей (классов), которые отличаются друг от друга вооружением и специальными способностями :
- штурмовик — боец атакующего плана, сражающийся на ближней и средней дистанции;
- боец поддержки — боец оборонительного плана с тяжелым вооружением, прикрывающий огнём союзников;
- медик — поддерживает боеспособность союзников;
- снайпер — боец атакующего плана, поражающий противников с большого расстояния.

У каждого оперативника есть основное и дополнительное оружие, а также спецсредство (мина, граната, дымовая шашка, дрон, дробовик и т. д.).

### Карты
Бои 4 на 4 или против искусственного интеллекта будут проходить на картах с большим количеством препятствий и укрытий. Предусмотрена разрушаемость некоторых объектов на картах. Условия ведения боя будут отличаться: в частности, разработчики собираются реализовать в «Калибре» ночные карты. Все карты выполнены в реалистичном сеттинге, но локации вымышленные.

### Коллекции спецназа
Оперативники будут входить в коллекции, основанные на реальных подразделениях сил специального назначения разных стран мира. При этом коллекции будут отличаться не только внешне, но и игровым процессом. У каждого бойца будут свое вооружение и уникальная специальная способность, которые будут диктовать ему определённую тактику.
На данный момент насчитываются следующие коллекции спецназовцев:
- Вымпел
- Альфа[16]
- ССО
- 22 СПН
- PÖH
- GROM
- KSK
- SEAL
- CST
- TFB
- SAS[17]
- RAID[англ.]
- NESHER
- EZAPAC[исп.]
- Арыстан[18]
- ССО РБ
- AMF[англ.]
- JIAOLONG
- BOPE[19]